# St. Martini (Güntersen)

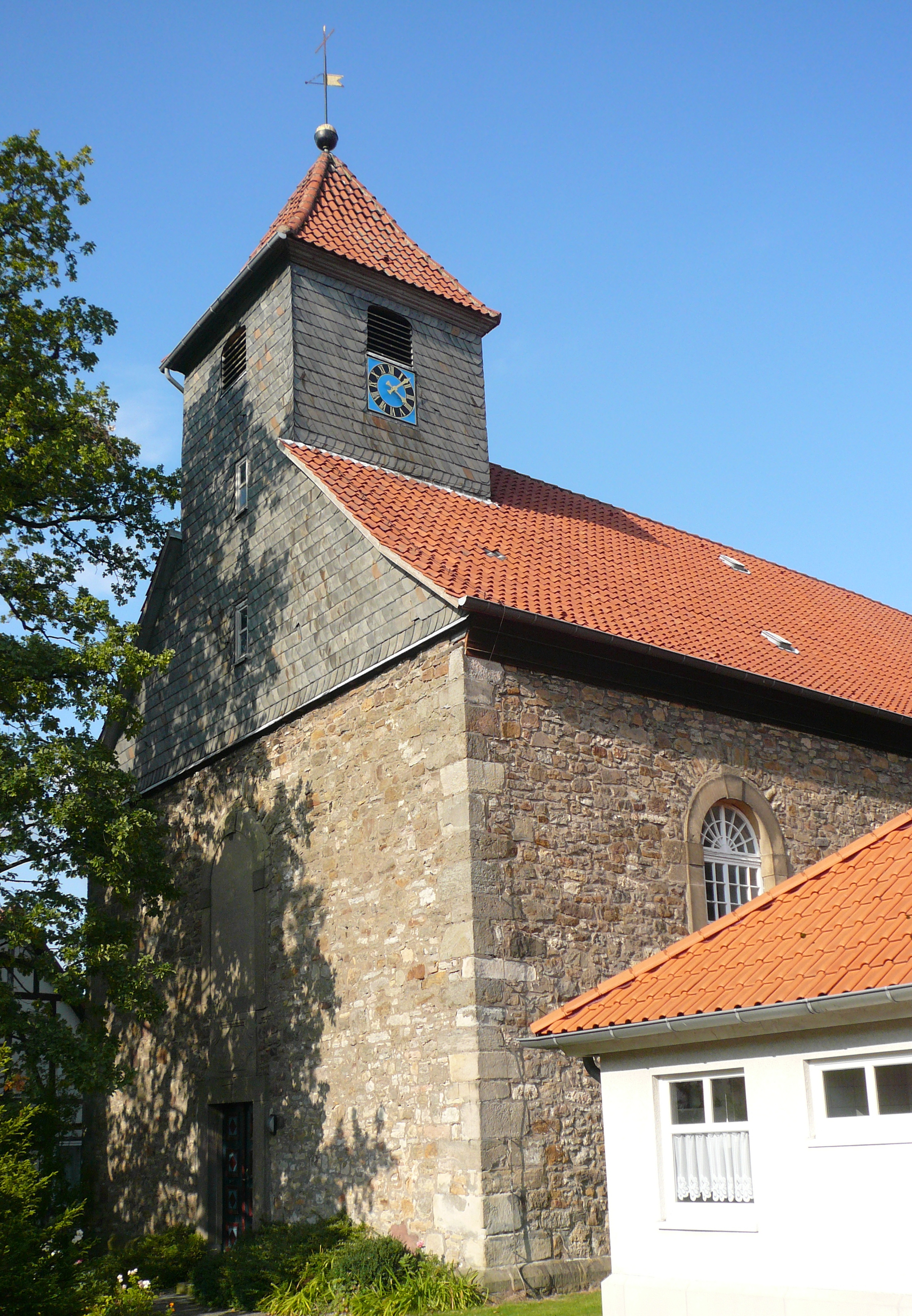
St. Martini

Die evangelisch-lutherische, denkmalgeschützte Kirche St. Martini steht in Güntersen, einem Ortsteil des Fleckens Adelebsen im Landkreis Göttingen von Niedersachsen. Die Kirchengemeinden in Barterode, Eberhausen und Güntersen gehören zum Kirchenkreis Göttingen im Sprengel Hildesheim-Göttingen der Evangelisch-lutherischen Landeskirche Hannovers.

## Beschreibung

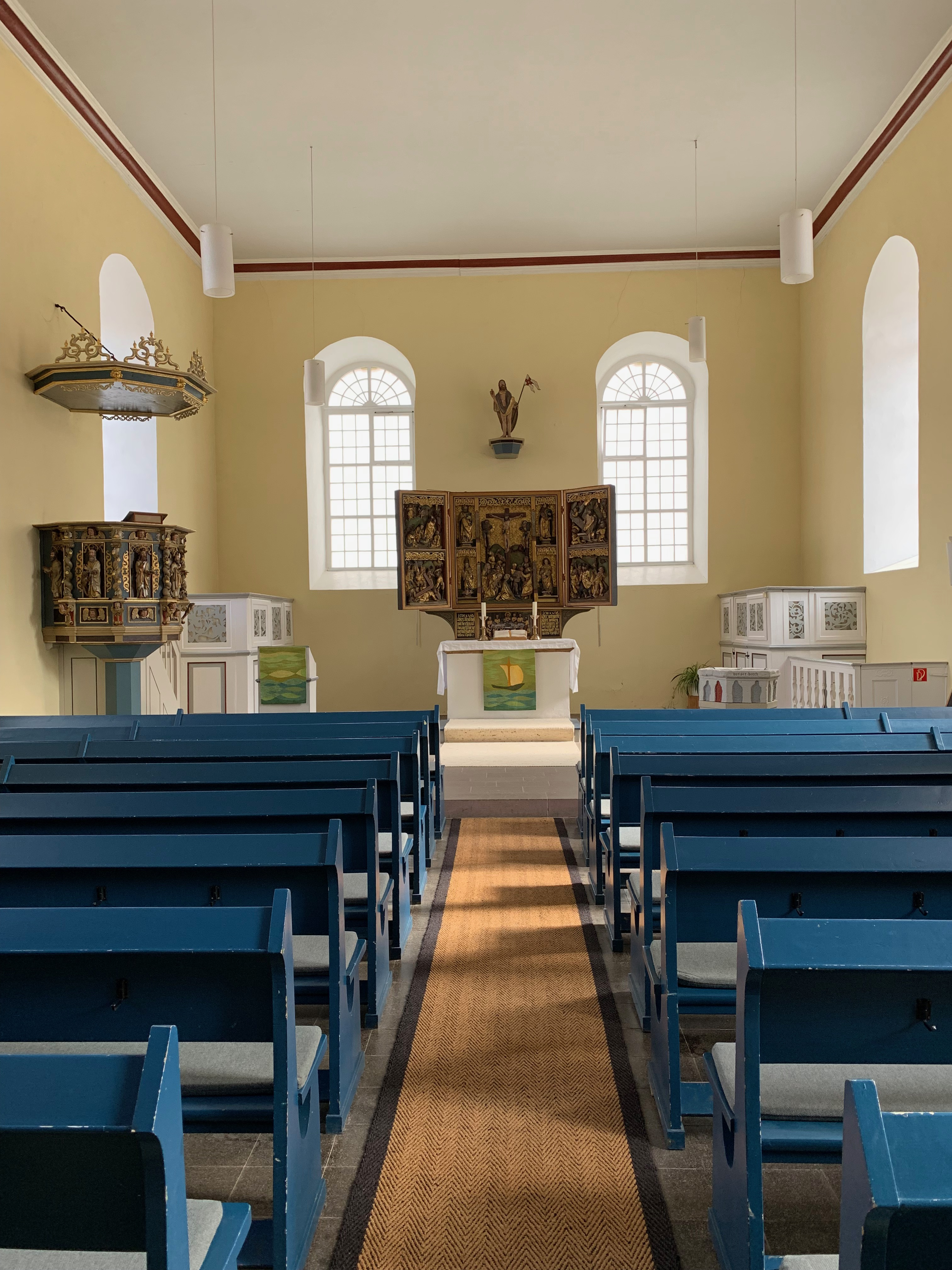
Innenraum (2019)

Die Saalkirche aus Bruchsteinen mit Eckquadern wurde 1734 erbaut. Sie ist mit einem Satteldach bedeckt, aus dem sich im Westen ein schiefergedeckter Dachturm erhebt, der ein Pyramidendach trägt. Der Flügelaltar aus dem Jahr 1510 wurde 1754 von St. Petri in Grone gekauft und in den Kanzelaltar integriert. 1955/56 wurde der Kanzelaltar entfernt. Seither ist das Triptychon zusammen mit der aus dem Ende des 17. Jahrhunderts stammenden Predella frei als Altarretabel aufgestellt. Im Schrein ist über die ganze Höhe ein geschnitztes Relief von der Kreuzigung, zu beiden Seiten je zwei Figuren, links Petrus und Nikolaus, rechts Paulus und Cyriacus.
Die Kirche in Güntersen ist wahrscheinlich von Dransfeld aus im frühen Mittelalter gegründet worden. Aus dieser Zeit gibt es fast keine schriftlichen Überlieferungen. Nur eine Kirchenrestauration im Jahre 1565 wird erwähnt.
Jedoch gibt es Akteneinträge im Schlossarchiv Adelebsen von dem 1734 durchgeführten Kirchbau. Aus dieser Zeit stammt auch die Inschrift über der Kirchentür: „Die sehr großzügigen Patronats- sowie Adelsherren Friedrich Bodo und Otto Heinrich von Adelebsen, heldenhafte Förderer der evangelischen Lehre, haben dafür gesorgt, dass dieses Domizil eines christlichen Gebäudes im Jahre 1734 erstellt wurde.“
Während der Bauzeit bis zum 25. Juli 1734 wurde der Gottesdienst in der Scheune der Gebrüder Conrad und Stephan Witthuhns gehalten.
Im Jahre 1793 ist der Turm der Kirche aufgesetzt worden, in dem hängen zwei bronzene Kirchenglocken. Der Altar und die Kanzel stammen aus der Groner Kirche.
Aus den 1860er Jahren stammt das Taufbecken vom Zinngießer Zamponi aus Dransfeld.

## Orgel

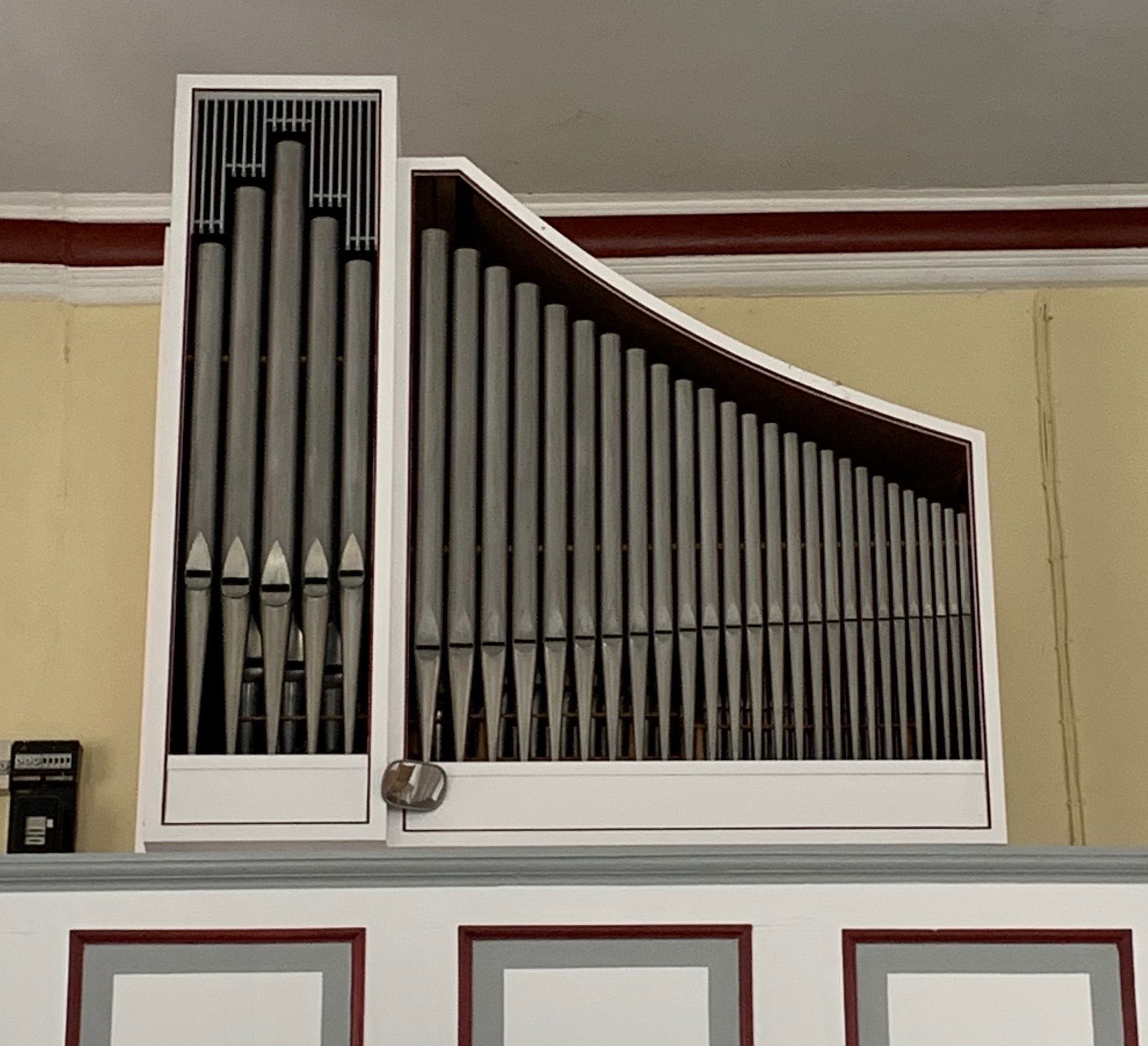
Ott-Orgel

Die Orgel wurde 1960 durch Orgelbaumeister Paul Ott aus Göttingen gefertigt unter Verwendung einzelner Register der Vorgängerorgel von Carl Heyder (Mühlhausen) aus dem Jahr 1878. Sie verfügt über elf Register, aufgeteilt auf Manual und Pedal.
Die Disposition lautet:
| I Hauptwerk C–f3  |       |
| Gedackt           | 8′    |
| Prinzipal         | 4′    |
| Gedackt           | 4′    |
| Oktave            | 2′    |
| Waldflöte         | 2′    |
| Quinte            | 1 ⁄3′ |
| Sesquialter Disk. |       |
| Mixtur IV         |       |

| Pedal C–f1 |     |
| Subbass    | 16′ |
| Quintadena | 8′  |
| Nachthorn  | 2′  |

- Koppel: I/P

Anmerkungen
1. ↑  ab c1